# Apristurus brunneus
Apristurus brunneus és un peix de la família dels esciliorrínids i de l'ordre dels carcariniformes present a les costes de l'Atlàntic oriental: des de la Colúmbia Britànica (Canadà) fins al nord de la Baixa Califòrnia (Mèxic) i, possiblement també, a Panamà, Equador i el Perú.
Pot arribar als 68 cm de llargària total. És ovípar.